# Clostera
Genre
Le genre Clostera regroupe des lépidoptères (papillons) de la famille des Notodontidae.

## Liste des espèces
- Clostera aello Schintlmeister et Fang, 2001.
- Clostera albosigma Fitch, 1856.
- Clostera anachoreta (Denis et Schiffermüller, 1775) — Anachorète ou Hausse-queue fourchue.
- Clostera anastomosis (Linnaeus, 1758) — Hausse-queue grise.
- Clostera angularis (Snellen, 1895).
- Clostera apicalis (Walker, 1855).
- Clostera bramah (Roepke, 1944).
- Clostera bramoides Holloway, 1983.
- Clostera brucei (Hy. Edwards, 1885).
- Clostera costicomma (Hampson, 1892).
- Clostera curtula (Linnaeus, 1758) — Courtaud ou Hausse-queue blanche.
- Clostera curtuloides (Erschoff, 1870).
- Clostera dorsalis (Walker, 1862).
- Clostera fulgurita (Walker, 1865).
- Clostera inclusa (Hübner, 1829).
- Clostera inornata (Neumoegen, 1882).
- Clostera obscurior (Staudinger, 1887).
- Clostera pallida (Walker, 1855).
- Clostera paraphora (Dyar, 1921).
- Clostera pigra (Hufnagel, 1766) — Hausse-queue brune ou Recluse.
- Clostera powelli (Oberthür, 1914) — Hausse-queue de Powell.
- Clostera restitura (Walker, 1865).
- Clostera rubida (Druce, 1901).
- Clostera strigosa (Grote, 1882).